# Flughafen Hornafjörður

i8
i11
i13
Der Flughafen Hornafjörður (isländisch Hornafjarðarflugvöllur, IATA-Code: HFN, ICAO-Code: BIHN) ist ein Flughafen im Süden von Island.
Er liegt in der Gemeinde Hornafjörður etwa 5 km nördlich der Stadt Höfn, die über den Flugvallarvegur Hornafirði , die Ringstraße  und den Hafnarvegur  zu erreichen ist.
Die Ringstraße wird in diesem Bereich neu trassiert und überquert dann das Hornafjarðarfljót südwestlich dieses Flughafens.

## Fluggesellschaften und Flugziele
| Fluggesellschaft | Flugziele |
| ---------------- | --------- |
| Eagle Air        | Reykjavík |

Die isländische Fluggesellschaft Eagle Air verbindet diesen Flughafen mit Reykjavík auf 10 Flügen an 5 Tagen pro Woche. (Stand: September 2023)

Die Flugzeit von und nach Reykjavík beträgt etwa eine Stunde.